# Jean Georges Collomb
Jean Georges Collomb SM (ur. 30 kwietnia 1816 w Granier, zm. 16 lipca 1848 na Umboi) – francuski duchowny rzymskokatolicki, marista, misjonarz, biskup, wikariusz apostolski Melanezji.

## Biografia
Jean Georges Collomb urodził się 30 kwietnia 1816 w Granier we Francji. 25 maja 1839 otrzymał święcenia prezbiteriatu i został kapłanem Towarzystwa Maryi (marystów).
13 lutego 1846 papież Grzegorz XVI mianował go wikariuszem apostolskim Melanezji oraz biskupem in partibus infidelium Antiphellusu. 23 maja 1847 przyjął sakrę biskupią z rąk koadiutora wikariusza apostolskiego Nowej Zelandii Philippa Viarda SM.
Zmarł 16 lipca 1848 na wyspie Umboi.